# Strade (Tiromancino)
Strade è una canzone dei Tiromancino, pubblicata come primo singolo estratto dall'album La descrizione di un attimo del 2000. Il brano vede la collaborazione del cantautore romano Riccardo Sinigallia.
Il brano, pur non ottenendo particolari piazzamenti in classifica, ottiene il secondo posto nella sezione "Giovani" del Festival di Sanremo 2000, ed è la prima canzone del gruppo ad ottenere una massiccia programmazione radiofonica, contribuendo a lanciarne la carriera.

## Tracce
Strade
1. Strade 3:34
2. So 4:11

Strade Remix
1. Strade 3:34
2. Strade Ultrawide Mix 4:20